# Lajos Korányi
Lajos Korányi (Szeged, 15 de maio de 1907 - 29 de janeiro de 1981) foi um futebolista húngaro. 

## Carreira
Lajos Korányi fez parte do elenco da Seleção Húngara de Futebol da Copa do Mundo de 1938. Ele não atuou.

## Ligações Externas
- Perfil em Fifa.com (em inglês)